# Erdfälle um Liebenrode, Seelöcher und Ketterlöcher
Erdfälle um Liebenrode, Seelöcher und Ketterlöcher este o arie protejată (arie specială de conservare — SAC, sit de importanță comunitară — SCI) din Germania întinsă pe o suprafață de 33 ha, integral pe uscat.

## Localizare
Centrul sitului Erdfälle um Liebenrode, Seelöcher und Ketterlöcher este situat la coordonatele 51°32′11″N 10°32′32″E / 51.5364°N 10.5422°E.

## Înființare
Situl Erdfälle um Liebenrode, Seelöcher und Ketterlöcher a fost declarat sit de importanță comunitară în iunie 2004 pentru a proteja 5 specii de animale. Situl a fost protejat și ca arie specială de conservare în iulie 2008.

## Biodiversitate
Situată în ecoregiunea continentală, aria protejată conține 6 habitate naturale: Lacuri eutrofice naturale cu vegetație de tip Magnopotamion sau Hydrocharition, Fânețe de joasă altitudine (Alopecurus pratensis, Sanguisorba officinalis), Păduri de fag Asperulo-Fagetum, Păduri de stejar și carpen Galio-Carpinetum, Păduri pe pante, grohotișuri și ravene de Tilio-Acerion, Mlaștini împădurite.
La baza desemnării sitului se află mai multe specii protejate de  păsări (5): pescăruș albastru (Alcedo atthis), șorecarul comun (Buteo buteo), erete de stuf (Circus aeruginosus), gaia roșie (Milvus milvus), ciocănitoare verzuie (Picus canus)
Pe lângă speciile protejate, pe teritoriul sitului au mai fost identificate 1 specie de plante, 3 specii de amfibieni, 7 specii de nevertebrate, 1 specie de pești.